# Die Lage der arbeitenden Klasse in England

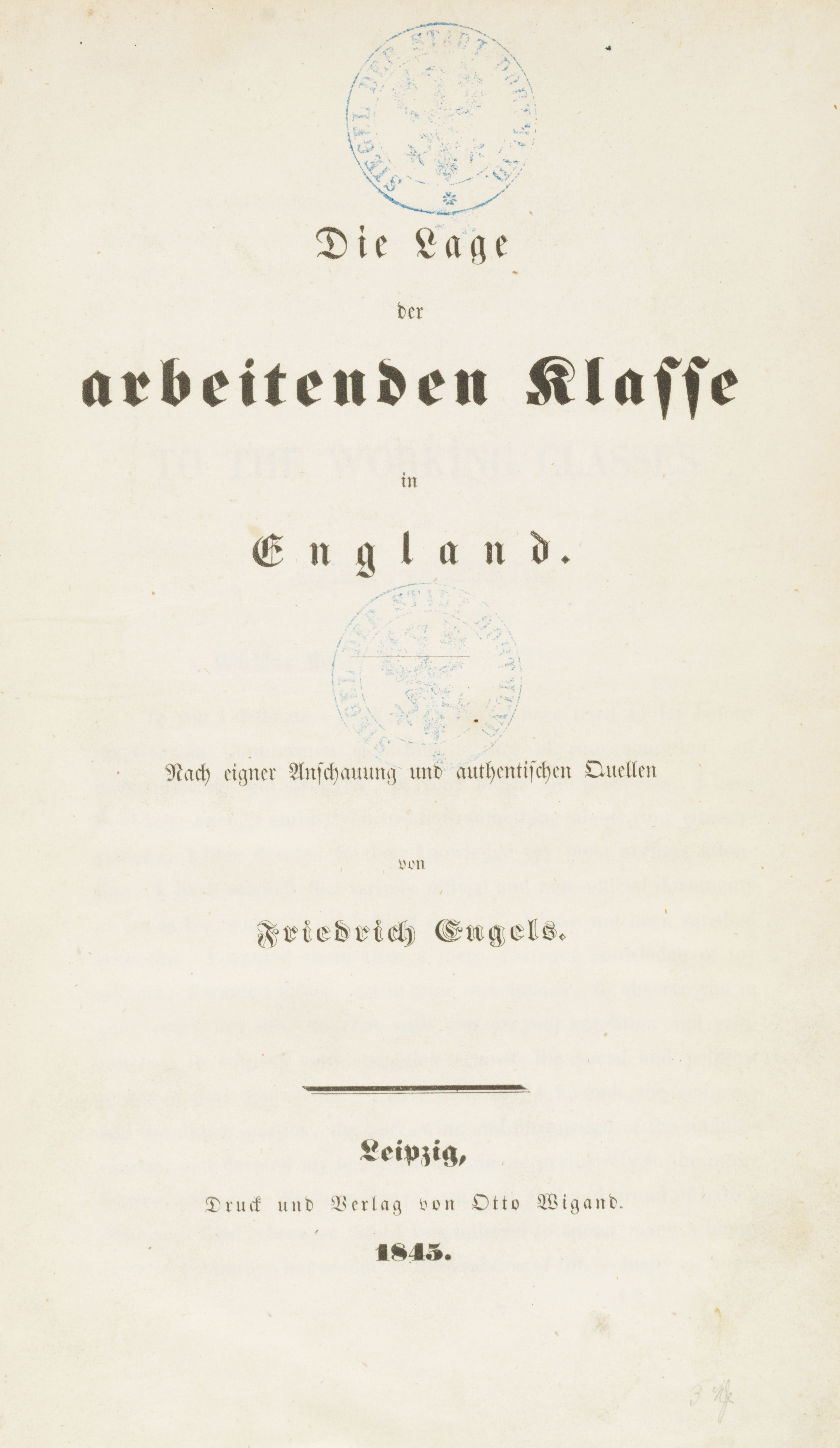
Die Lage der arbeitenden Klasse in England, Leipzig 1845

Die Lage der arbeitenden Klasse in England mit dem Untertitel Nach eigner Anschauung und authentischen Quellen ist eine wichtige Arbeit und Frühschrift von Friedrich Engels aus dem Jahr 1845, in der er die sozialen und wirtschaftlichen Verhältnisse in England zur Zeit der frühen Industrialisierung darstellt. Die Schrift gilt als Pionierwerk der empirischen Sozialforschung und erhebt eine vernichtende Anklage gegen die englische Bourgeoisie, deren „zügellose Profitgier“ Engels für die Verelendung der Arbeiter verantwortlich macht – bis hin zum „sozialen Mord“ durch unzureichende Lebensumstände. Die Veröffentlichung ist ein Standardwerk der Industrie- und Stadtsoziologie und wird von der UNESCO als „Meisterstück ökologischer Analyse“ bezeichnet. Das Werk erreichte nicht zuletzt durch die Verknüpfung von empirischer Beschreibung und theoretischer Verallgemeinerung eine enorme Popularität und gilt als Modell für gesellschafts-, wirtschafts- und kulturkritische Schriften, etwa für Der Weg nach Wigan Pier von George Orwell. Umgekehrt bediente sich Engels an Motiven der zeitgenössischen Pauperismusliteratur, deren bekanntester Vertreter Charles Dickens (1812–1870) etwa mit Oliver Twist (1839) die „sozialen und gesellschaftlichen Missstände der Epoche ungeschminkt“ darstellte. Die christlich-humanitären Verfasser der Pauperismusliteratur wollten allerdings die Missstände beseitigen, nicht aber die Ursachen. Trotz seiner sozialen Bedeutung steht Engels Werk in der Kritik, zu wenig Objektivität zu wahren; als Schrift des 19. Jahrhunderts kann sie – zeitgemäß bedingt – die heutigen anerkannten Standards wissenschaftlicher Feldforschung nicht erfüllen.

## Zum Werk

### Entstehung und inhaltliche Struktur
Das Werk entstand nach einem 21-monatigen Aufenthalt des damals 24-jährigen Engels in England, wobei auch Erfahrungen aus früheren Besuchen in den vorangegangenen zwei Jahren und über die Lage der Arbeiter in seiner Heimatstadt Barmen eine Rolle spielten. Engels hatte zahlreiche Städte besucht, darunter die „Fabrikstädte“ Nottingham, Birmingham, Glasgow, Leeds, Bradford und Huddersfield, größere Städte mit eigenen Arbeitervierteln wie London (St. Giles), Manchester und Liverpool sowie die Städte Salford, Stalybridge, Ashton-under-Lyne, Stockport und Bolton. Nach seiner Rückkehr im Sommer 1844 verarbeitete Engels die Thematik gemäß dem Untertitel des Werks „nach eigner Anschauung und authentischen Quellen“ auf knapp 400 Seiten, die er von November 1844 bis Mitte März 1845 in Barmen niederschrieb. Die Auswertung seiner persönlichen Eindrücke ergänzte er durch zeitgenössische Quellen wie Zeitungsartikel, Berichte amtlicher Kommissionen wie Inspektionen und wissenschaftliche Publikationen. Die Quellen lassen sich unterteilen in statistische Daten aus soziografischen Untersuchungen privater und regierungsamtlicher Natur sowie Zeugnisse, Analysen und Traktate bürgerlicher Autoren, die nicht im Verdacht stehen, Chartisten oder Sozialisten zu sein, vor allem Thomas Carlyle. Carlyle war in gewisser Weise eine „Initialzündung“ für Engels und seine Darstellung der englischen Arbeitersituation, indem Carlyle in seinen Schriften – etwa Chartism (1839) und Past and Present (1843) – argumentierte, die „führenden Klassen“ würden sich im Zuge einer „politischen Selbsttäuschung“ systematisch weigern, „die Führung zu übernehmen“ und wären demnach unfähig, „noch länger die herrschende Klasse der Gesellschaft zu bleiben“. Neben den genannten Quellen verwendete Engels auch Passagen aus seinem Werk Die Lage Englands aus dem Jahr 1844 sowie Textteile aus der Studie über die Manufacturing Population of England (1832) von Peter Gaskell für die Entwicklungsgeschichte des Proletariats.

„Ich habe lange genug unter euch gelebt, um einiges von euren Lebensumständen zu wissen; ich habe ihrer Kenntnis meine ernsteste Aufmerksamkeit gewidmet; ich habe die verschiedenen offiziellen und nichtoffiziellen Dokumente studiert, soweit ich die Möglichkeit hatte, sie mir zu beschaffen – ich habe mich damit nicht begnügt, mir war es um mehr zu tun als um die nur abstrakte Kenntnis meines Gegenstandes, ich wollte euch in euren Behausungen sehen, euch in eurem täglichen Leben beobachten, mit euch plaudern über eure Lebensbedingungen und Schmerzen, Zeuge sein eurer Kämpfe gegen die soziale und politische Macht eurer Unterdrücker.“

Ursprünglich war die Verarbeitung der Eindrücke der England-Reise „nur als einzelnes Kapitel einer umfassenderen Arbeit über die soziale Geschichte Englands“ geplant. Im Vorwort der deutschen Erstausgabe räumt er jedoch ein, dass er sich durch die „Wichtigkeit“ des Gegenstands gezwungen sah, diesem eine selbstständige Bearbeitung zu widmen: „Einerseits, um den sozialistischen Theorien, andrerseits, um den Urteilen über ihre Berechtigung einen festen Boden zu geben“ Engels beabsichtigte mit seinem Werk „die Verhältnisse und Zustände wahrheitsgmäß – und das heißt in der objektivierten Form der Zahlen, Tabellen und Statistiken – offen zu legen“, was die Bourgeoisie bis dahin versäumt hätte. Demnach erscheine es schlüssig, dass die „Untersuchungsergebnisse der Regierungskommissionen, der jährlichen Inspektionsberichte und verschiedenster sozialmedizinischer Abhandlungen“ großzügig zitiert wurden. Darüber hinaus beschränkte sich Engels nicht auf die Darstellung der Ausbeutung in den Fabriken, sondern beschreibt auch die Lebensumstände. Er zeigt die gesamte Bandbreite proletarischer Existenz: Gesundheit, Wohnen, Alkoholismus, Kriminalität, Kinder- und Frauenarbeit sowie die Ausbeutung durch das Truck- und Cottagesystem. Diese Kernthemen finden sich in zahlreichen Abschnitten des Werkes.
Strukturell gibt Engels in der Einleitung zunächst eine Einführung in die Thematik der Industriellen Revolution. Er geht über zur Entstehung des industriellen Proletariats und dessen Lebensumständen in den großen Städten. Er beschreibt die scharfe Konkurrenzsituation auf dem Arbeitsmarkt und bringt dies in Verbindung mit der irischen Einwandererwelle. Anschließend befasst er sich mit den Arbeitszweigen und Tätigkeiten der Arbeiter und deren gesundheitlichen und sozialen Folgen. Als logische Schlussfolgerung der dargestellten Lebensverhältnisse analysiert Engels die englischen Arbeiterbewegungen. Nach Erläuterungen zum Bergwerks- und Ackerbauproletariat beschreibt er abschließend die Stellung der Bourgeoisie zum Proletariat. Nach Engels Schlussfolgerungen wird „der Krieg der Armen gegen die Reichen, der jetzt schon im einzelnen und indirekt geführt wird, […] auch im allgemeinen, im ganzen und direkt in England geführt werden.“

### Veröffentlichungsgeschichte
Erstmals veröffentlicht wurde die deutschsprachige Schrift 1845 in Leipzig von Otto Wigand, 1848 folgte eine zweite Auflage. 1887 erschien in New York eine von Engels autorisierte englische Übersetzung, der auf Bitte der Übersetzerin Florence Kelley Wischnewetzky ein Vorwort und ein Anhang Engels’ beigefügt wurden. Diese Übersetzung wurde 1892 von „Swan Sonnenschein & Co“ in London neu aufgelegt, wobei das Vorwort der amerikanischen Auflage weggelassen wurde, da es sich vornehmlich mit der „modernen amerikanischen Arbeiterbewegung“ befasste, und nicht nähergehend mit dem eigentlichen Buchinhalt. Den Anhang der amerikanischen Ausgabe, der das ursprüngliche Vorwort darstellte, verwendete Engels nun für das englische Vorwort. Ebenfalls 1892 erschien in Stuttgart eine zweite deutschsprachige, von Johann Heinrich Wilhelm Dietz veröffentlichte Ausgabe, die von Engels durchgesehen und teilweise mit Fußnoten versehen wurde. Diese Veröffentlichung wurde ebenfalls mit einem auf dem englischen Vorwort basierenden deutschsprachigen Vorwort von Engels versehen. 1903 und 1913 wurde die Schrift erneut von Dietz aufgelegt. Neben den beiden Schriften Der deutsche Bauernkrieg und Ludwig Feuerbach und der Ausgang der klassischen deutschen Philosophie war Die Lage der arbeitenden Klasse in England das einzige Werk von Engels, das von den Bücherverbrennungen der Nationalsozialisten 1933 ausgenommen war. Das Marxists Internet Archive stellt das Werk in insgesamt neun Sprachen zur Verfügung. Im Onlinekatalog der Deutschen Nationalbibliothek finden sich etwa 45 Veröffentlichungen der Schrift, beginnend mit dem Jahr 1848 und endend mit 1993. Die Oxford University Press legte die Schrift 2000 erneut auf.

### Einordnung in Engels’ Werk

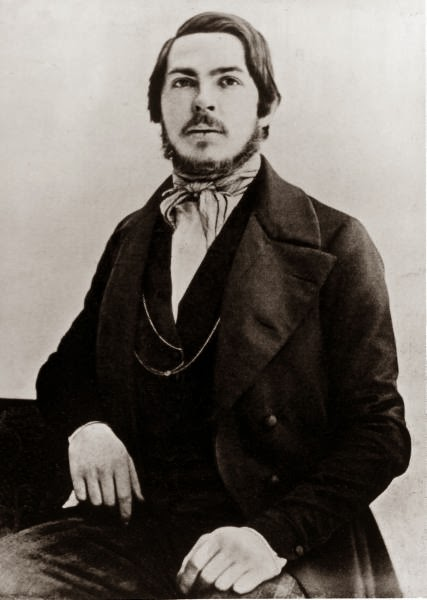
Engels als junger Mann

Bereits im Alter von 22 Jahren reiste Engels, Sohn eines Textilfabrikanten, nach Manchester und lernte unter anderem in einer Baumwollspinnerei das Leben der Arbeiter kennen. Seine politische Haltung wurde auf Lebenszeit geprägt, und er begann sich mit Arbeiterorganisationen zu verständigen, unter anderem dem Bund der Gerechten und den Chartisten in Leeds. Nachdem er seinem langjährigen Wegbegleiter Karl Marx im Jahr 1842 schon früh begegnet war, entwickelte sich eine andauernde Freundschaft. Ein anhaltender Briefwechsel und ein Treffen im August 1844 zeugten von gleichen gesellschaftlichen Ansichten – die Grundlage für zahlreiche gemeinsame Publikationen.
Mit der sozialkritischen Darstellung in Die Lage der arbeitenden Klasse in England fundamentierte Engels seine Gesellschaftskritik erstmals in einer Veröffentlichung, deren wirtschaftliche Dimension er zuvor in seiner Kritik der ökonomischen Kategorien in den Deutsch-Französischen Jahrbüchern (seit 1844) und in Umrisse zu einer Kritik der Nationalökonomie (1844) ausformuliert hatte. Engels verarbeitet in seinem Werk Ansätze der Theorie der Arbeiterbewegung und des Klassenkampfs. Es genügt ihm nicht, moralische Kritik zu äußern. Er formuliert den unversöhnlichen Gegensatz zwischen Proletariat und Bourgeoisie als notwendiges Resultat kapitalistischer Arbeitsteilung und liberalen Konkurrenzdenkens, das zwangsweise in eine revolutionäre Lösung münde. Die Lage der arbeitenden Klasse in England sollte besonders durch seine empirische Ausführlichkeit wegbereitend sein für die ökonomische und revolutionäre Theorie des Marxismus von Marx. Da in den Augen von Marx und Engels „die englischen Arbeiter die erstgeborenen Söhne der modernen Industrie“ waren, sah man in den dortigen Verhältnissen die ersten Ausprägungen einer Entwicklung, die für die Arbeits- und Lebensbedingungen in vielen weiteren Ländern maßgeblich sein würde.
Für Marx war Engels mit Die Lage der arbeitenden Klasse in England auf „anderm Wege […] zu demselben Resultat gelangt“ wie er selbst, was sie schließlich dazu bewog, in der unveröffentlichten Schrift Die deutsche Ideologie (1845) ihre „Ansicht gegen die ideologische der deutschen Philosophie gemeinschaftlich auszuarbeiten“ und um mit ihrem „ehemaligen philosophischen Gewissen“ abzurechnen. Die Thesen über Feuerbach und Die deutsche Ideologie gelten oftmals als jene Schriften, die erstmals die Grundzüge der marxschen und engelschen materialistisch-dialektischen, kritischen Theorie beinhalten.
Der Arbeit am gegenseitigen Theorieverständnis folgten ab 1847 die Vorbereitungen zum Manifest der Kommunistischen Partei (1848), das als Programmschrift vom Bund der Kommunisten in Auftrag gegeben und in der Programmskizze Grundsätze des Kommunismus (1847) vorbereitet wurde. Nach der niedergeschlagenen Deutschen Revolution 1848/49 flüchtete Engels über die Schweiz nach England und verbrachte den Rest seines Lebens dort. Er veröffentlichte weiter Schriften, die sich immer wieder mit sozialen und gesellschaftlichen Themen beschäftigten, so etwa Revolution und Konterrevolution in Deutschland (1851 bis 1852) oder Zur Wohnungsfrage (1872).

## Inhaltliche Darstellungen und Kernaussagen

### Die Industrielle Revolution in England
Die wirtschaftlichen Umwälzungen in England zur Zeit der Industriellen Revolution im 19. Jahrhundert führten durch die Arbeitsteilung, die Nutzung der Wasser- und insbesondere der Dampfkraft sowie die Maschinisierung auch zu gesellschaftlichen Veränderungen. Die Industrialisierung des Wirtschaftssektors im Übergang von der manufakturellen Agrargesellschaft zur fabrizierenden Industriegesellschaft hatte zur Folge, dass die meisten familiären Manufakturbetriebe im ländlichen Raum vor dem Aus standen. Diese Entwicklung traf zahlreiche Gewerke; Engels beschreibt sie anhand der Weber: Vor der Industrialisierung führten die Weber laut Engels ein selbstbestimmtes Leben in der Nähe der Städte. Die Frauen spannen das Garn, das die Männer verwebten oder das auf dem Markt verkauft wurde. Der rasche Bevölkerungszuwachs ließ eine entsprechende Nachfrage nach Textilien entstehen, sodass der Lohn dafür ausreichte, über die Existenzsicherung hinaus Geld zu sparen. Durch diese Umstände war der Weber dem späteren Industrie-Proletarier in der gesellschaftlichen Hierarchie übergeordnet.

„Auf diese Weise vegetierten die Arbeiter in einer ganz behaglichen Existenz […], ihre materielle Stellung war bei weitem besser als die ihrer Nachfolger; sie brauchten sich nicht zu überarbeiten,[…] und verdienten doch, was sie brauchten, […] Ihre Kinder wuchsen in der freien Landluft auf, und wenn sie ihren Eltern bei der Arbeit helfen konnten, so kam dies doch nur dann und wann vor, und von einer acht- oder zwölfstündigen täglichen Arbeitszeit war keine Rede.“

Modell einer Spinning Jenny

Mit dem einsetzenden Reigen von Erfindungen und mechanischen Verbesserungen wurde die Lebensweise der Weber zunehmend in Frage gestellt. 1764 entwickelte James Hargreaves in Nord-Lancashire die Spinning Jenny. Ein Arbeiter konnte damit bis zu 8 Spindeln gleichzeitig statt der einen des ursprünglichen Spinnrads bedienen. Die mechanische Kraft der Dampfmaschine übertraf die Arbeitskraft eines Menschen um ein Vielfaches und führte insbesondere auf dem Land zusammen mit steigenden Pachtzinsen zu einer flächendeckenden Arbeitslosigkeit. Gleichzeitig konnte durch die neuen Produktionsdimensionen vor allem bei Nahrungsmitteln ein Bevölkerungswachstum ohnegleichen stattfinden.
Die erwerbslos gewordenen Menschen in den Gewerken des Manufakturwesens, insbesondere die Weber und Spinner, sahen in den wachsenden Städten und den dortigen Fabriken mit zahlreichen Arbeitsplätzen den Ausweg und wanderten zu Hunderten in die Arbeiterviertel. Diese entstanden uniform mit engem Straßennetz und einfachen Arbeiterhäusern wie den Back-to-Back Houses. Die Städte veränderten ihr Stadtbild im Zuge der Zentralisierung der Industrie mit weitreichenden Folgen für die Lebensbedingungen der Menschen und deren Zusammenleben sowie für die Umwelt.

### Das Proletariat

#### Systematisierung der Arbeiterschaft
Engels unterzieht die Arbeiterschaft einer groben Kategorisierung, wobei er zwischen dem Industriellen Proletariat, dem Bergwerksproletariat und dem Ackerbauproletariat unterscheidet. Die einzelnen Proletariergruppierungen stehen miteinander im Zusammenhang: Die entstehende Industrie erfordert zum einen Arbeiter, die Rohstoffe verarbeiten – das Industrielle Proletariat. Zum anderen musste die Versorgung der Maschinen in den Fabriken mit fossilen Brennstoffen gewährleistet sein, sodass mit dem Bergwerksproletariat eine eigene Arbeiterschaft entstand. Beide Gruppen sind durch entsprechende Arbeitspensen nicht mehr in der Lage, die in der Vergangenheit verbreitete Selbstversorgung zu gewährleisten. Die explodierende Nachfrage nach Nahrungsmitteln ließ das Ackerbauproletariat entstehen, das die Produktion von Lebensmitteln organisiert und im großen Maßstab durchführen kann. Engels führt in seiner Untersuchung der Folgen der englischen Industrialisierung außerdem die massive irische Einwanderschaft an, die wegen wirtschaftlicher Probleme und einer damit verbundenen Hungersnot im eigenen Land derart zahlreich in die englischen Städte immigrierte, dass Engels sie als eigene Arbeiterschaft ausweist.
Als klassischer Vertreter des Proletariats wird der Fabrikarbeiter beschrieben, der seine Arbeitskraft durch die steigende Arbeitslosigkeit auf dem Land in den Fabriken der Städte entlohnt. Diese Klasse sei „die zahlreichste, älteste, intelligenteste und energischste, daher aber auch die unruhigste und der Bourgeoisie am meisten verhaßte von allen englischen Arbeitern“. Sie fand vor allem in der Textil- und der Metallindustrie Beschäftigung in zahlreichen Arbeitszweigen. In der Textilproduktion wurden insbesondere Seide, Wolle und Flachs hergestellt; deren Weiterverarbeitung brachte Arbeiter als Bleicher, Strumpfwirker, Spitzenfabrikanten, Färber, Handweber, Samtscherer, Seidenweber und Drucker zu Lohn. In der Metallverarbeitung wurden die Arbeiter, neben der Verarbeitung von metallenen Rohstoffen meist zur Erzeugung von Stahl, als Maschinenfabrikanten oder in der Produktion von Metallartikeln wie Messern, Schlössern, Nägeln, Stecknadeln und Schmuck eingesetzt. Neben diesen verbreiteten Tätigkeiten war auch eine Arbeit als Glasarbeiter, Näher oder Töpfer gängig.

#### Gesellschaftliche Stellung und Verhältnis zur Bourgeoisie

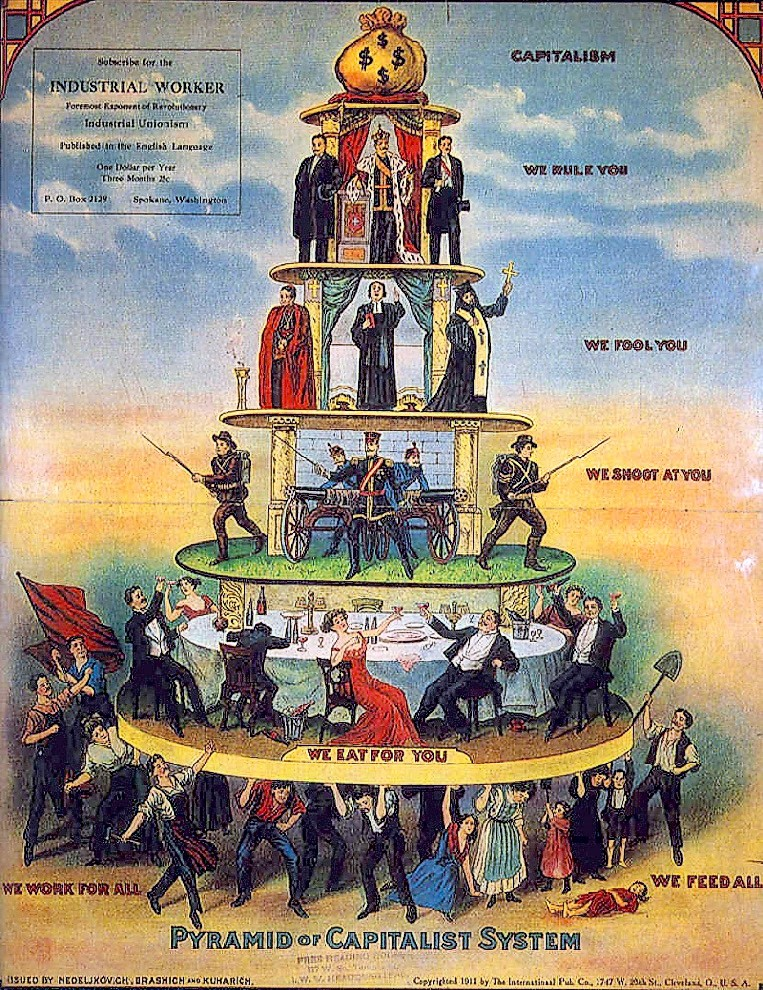
Pyramid of Capitalist System: Die Arbeiterschaft ohne Rechte und Grundversorgung als Träger einer von Geld dominierten Gesellschaft, während die oberen Gesellschaftsschichten über sie entscheiden und sie demütigen

Engels sieht die Masse der Arbeiter als fundamentales Gegenstück der besitzenden Bourgeoisie und fundiert mit seinen Beschreibungen den gesellschaftlichen Ansatz des Kommunismus. Die grundsätzliche Kritik beschreibt den Kapitalismus als zentralisierte Industrie in der Verantwortlichkeit von nur wenigen Vermögenden. Sie erfordere „große Kapitalien, mit denen sie kolossale Etablissements errichtet und dadurch die kleine, handwerksmäßige Bourgeoisie ruiniert“. Engels beschreibt die Mittelklasse als Produkt der „kleinen Industrie“ und die Arbeiterklasse als Ergebnis der „großen Industrie“, wobei einige „Auserwählte der Mittelklasse auf den Thron“ gehoben worden seien. Engels bezieht bei seiner Betrachtung der Bourgeoisie die Aristokratie mit ein, obwohl diese im Gegensatz zu den Besitzenden nur mit ackerbauendem Proletariat und einem Teil der bergbauenden Arbeiter in Berührung kommt. Die Bourgeoisie sei direkt für das Leid der schwer arbeitenden Bevölkerung verantwortlich. In der bürgerlichen Gesellschaft sei das Geldmachen bzw. Kapitalakkumulation die Sonne, um die sich alles drehe.

„Mir ist nie eine so tief demoralisierte, eine so unheilbar durch den Eigennutz verderbte, innerlich zerfressene und für allen Fortschritt unfähig gemachte Klasse vorgekommen wie die englische Bourgeoisie. […] Für sie existiert nichts in der Welt, was nicht nur um des Geldes willen da wäre, sie selbst nicht ausgenommen, denn sie lebt für nichts, als um Geld zu verdienen, sie kennt keine Seligkeit als die des schnellen Erwerbs, keinen Schmerz außer dem Geldverlieren. […] Und wenn der Arbeiter sich nicht in diese Abstraktion hineinzwängen lassen will, […] wenn er sich einfallen läßt zu glauben, er brauche sich nicht […] als Ware im Markte kaufen und verkaufen zu lassen, so steht dem Bourgeois der Verstand still. Er kann nicht begreifen, daß er mit den Arbeitern noch in einem andern Verhältnis steht als in dem des Kaufs und Verkaufs, […] er erkennt keine andere Verbindung, wie Carlyle sagt, zwischen Mensch und Mensch an, als bare Zahlung.“

Die allseitige Konkurrenz sei der vollkommenste Ausdruck des herrschenden Krieges Aller gegen Alle in der bürgerlichen Gesellschaft. Nicht nur zwischen den Klassen, sondern auch innerhalb dieser Klassen konkurrierten die Menschen. Das Verhältnis zwischen Proletariat und Bourgeoisie sei kein menschliches, sondern ein rein rational ökonomisches. Der Fabrikarbeiter sei nichts als Kapital für den Kapitalisten; seine Hände sein einziges Gut. Nur durch die Anwendung von Arbeitern vermehre der Unternehmer sein Kapital, und er kaufe nur Arbeiter, wenn ihm diese einen Gewinn bescherten. Dies bedinge, dass der Lohn des Arbeiters um das Existenzminimum herum schwanke – je nachdem ob gerade periodische Aufschwünge oder Krisen vorherrschten und so mehr oder weniger Nachfrage nach Arbeitskräften unter den Kapitalisten bestehe – oder er überhaupt keine Arbeit finde. „Schöne Freiheit, wo dem Proletarier keine andere Wahl bleibt, als die Bedingungen, die ihm die Bourgeoisie stellt, zu unterschreiben oder – zu verhungern, zu erfrieren, sich nackt bei den Tieren des Waldes zu betten!“ Engels bezeichnet das Verhältnis als Sklaverei und Ausbeutung; der Mensch werde auf den Wert seiner Arbeitskraft reduziert, der wie der Wert jeder anderen Ware bestimmt wird, und die nur gekauft wird, wenn sie dem Besitzer wie jede andere Ware von Nutzen ist.

„Der Arbeiter ist rechtlich und faktisch Sklave der besitzenden Klasse, der Bourgeoisie, so sehr ihr Sklave, daß er wie eine Ware verkauft wird, wie eine Ware im Preise steigt und fällt. Steigt die Nachfrage nach Arbeitern, so steigen die Arbeiter im Preise; fällt sie, so fallen sie im Preise; fällt sie so sehr, daß eine Anzahl Arbeiter nicht verkäuflich sind, ‚auf Lager bleiben‘, so bleiben sie eben liegen, und da sie vom bloßen Liegen nicht leben können, so sterben sie Hungers. […] Der ganze Unterschied gegen die alte, offenherzige Sklaverei ist nur der, daß der heutige Arbeiter frei zu sein scheint, weil er nicht auf einmal verkauft wird, sondern stückweise, pro Tag, pro Woche, pro Jahr, und weil nicht ein Eigentümer ihn dem andern verkauft, sondern er sich selbst auf diese Weise verkaufen muß, da er ja nicht der Sklave eines einzelnen, sondern der ganzen besitzenden Klasse ist.“

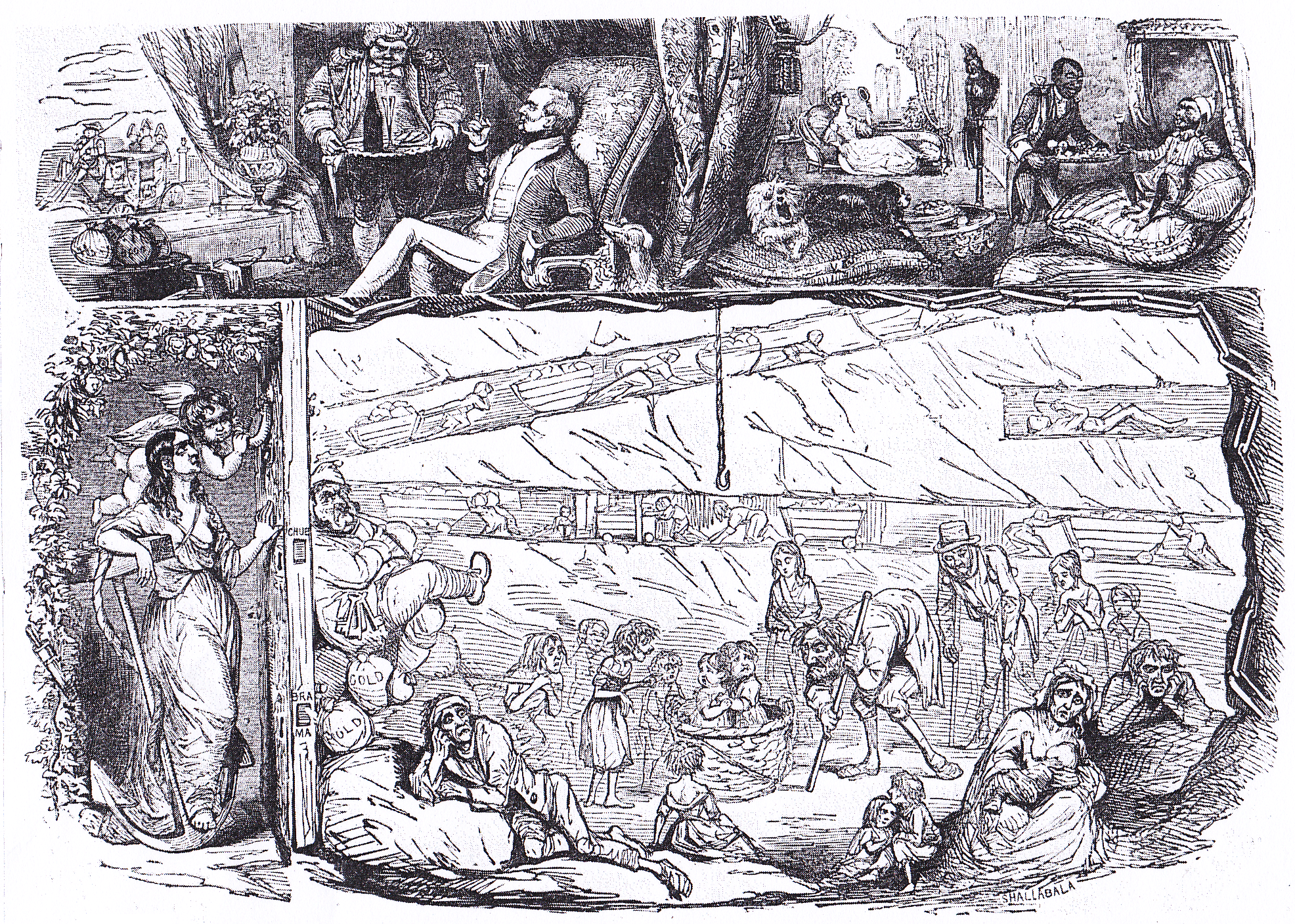
Karikatur aus der englischen Zeitschrift Punch, 1843: „CAPITAL AND LABOUR“

Engels bezichtigt die Bourgeoisie der „Wohltätigkeitsheuchelei“. Statt sich mit den Lebensumständen der Arbeiter auseinanderzusetzen, erkaufe sie sich durch Wohltätigkeitsaufwendungen wie Steuern und Almosen das Recht, sich das offensichtliche Leid des Proletariats zu ersparen. Ihre Missachtung der Arbeiterschaft werde auch in der Frage der Korngesetze deutlich. Bei der deutlichen Unterstützung der Anti-Corn Law League und der Forderung nach Abschaffung der Korngesetze sehe sie nur ihren eigenen Vorteil, weil mit Wegfall der Getreidezölle und der einhergehenden Liberalisierung des Getreidemarktes die Arbeitslöhne sinken würden. Nach außen hin propagierten sie hingegen, die Forderungen nur zum Wohl der Arbeiter zu stellen, die mit Wegfall der Kornzölle mit geringeren Lebensmittelpreisen rechnen könnten.
Neben einzelnen Großindustriellen sei auch die „Justiz der Bourgeoisie“ den Armen gegenüber parteilich und herabwürdigend eingestellt. Während ein Besitzender seine Schuld mit einer Geldbuße ausgleichen könne, müsse der Arbeiter dafür, egal ob schuldig oder unschuldig, aus Mangel an Beweisen eine Strafe erleiden. Engels kritisiert weiterhin die Malthussche Theorie der Population, die besagt, dass das menschliche Geschlecht blind dem Gesetz der unbegrenzten Vermehrung gehorche, während sich die Unterhaltsmittel nicht notwendigerweise mit denselben Proportionen vermehren. Die so entstehenden „überflüssigen“ Menschen seien nicht aufseiten der Arbeiter zu suchen, sondern bei den „reichen Herren Kapitalisten, die nichts tun […]“. Das resultierende Neue Armengesetz, wonach die Unterstützung in Geld oder Lebensmitteln wegfällt und durch Aufnahme in eines der Arbeitshäuser (engl. workhouses) ersetzt wird, sei eine Zumutung an die Menschlichkeit.

### Arbeiterviertel

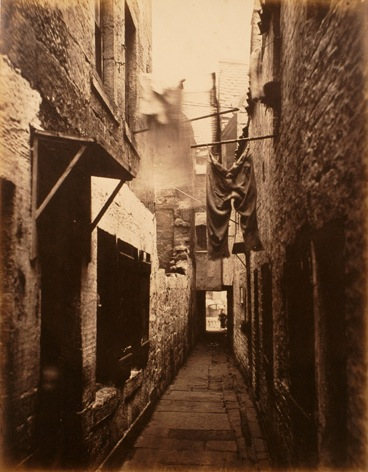
Slum in Glasgow, 1871

Obwohl mit der Expansion der Städte ganze Arbeiterviertel neu entstanden, herrschte Wohnungsmangel. Bei der Errichtung der Unterkünfte war den Bauherren lediglich die Funktion des Wohnens erachtenswert, von späteren stadtsoziologischen Errungenschaften wie etwa der Gartenstadt konnte keine Rede sein. Das Fehlen von Wasserversorgung und Kanalisation und die platzsparende, effiziente Bauweise ließ die Viertel zu dunklen, feuchten und unhygienischen Orten werden. Die Ursache für die Verhältnisse in den Vierteln sieht Engels vor allem in deren allgemeiner Bauart. Die zunächst planlosen, später zwar strukturierten, aber immer nicht lebenswerten Bauformen beschreibt Engels als endloses Labyrinth enger Gassen, das kaum Raum für Ventilation lassen und im krassen Kontrast zu bürgerlichen Wohnverhältnissen stehen – die fortschreitende Segregation von Bourgeoisie und Arbeiterklasse sieht Engels als wesentliches Charakteristikum.

#### Allgemeine Bauart
Engels beschreibt drei verschiedene Strukturen der Bebauung. Die erste und primitivste Form der Bebauung war häufig unkoordiniert, ohne sich blockübergreifend um Stadt- und Infrastruktur zu sorgen, und fügte sich in freie Bauflächen. Engels sieht die von ihm vorgefundenen Stadtbilder nicht als Resultat fortwährender Stadtentwicklung, sondern benennt als Ursache den Zustrom der Arbeiter im Zuge der Industriellen Revolution und die damit einhergehende planlose Bauart.

„[…] die Verwirrung ist in neuerer Zeit erst auf die Spitze getrieben worden, indem überall, wo die ganze Bauart der früheren Epoche noch ein Fleckchen Raum ließ, später nachgebaut und angeflickt wurde, bis endlich zwischen den Häusern kein Zoll breit Platz blieb, der sich noch hätte verbauen lassen.“

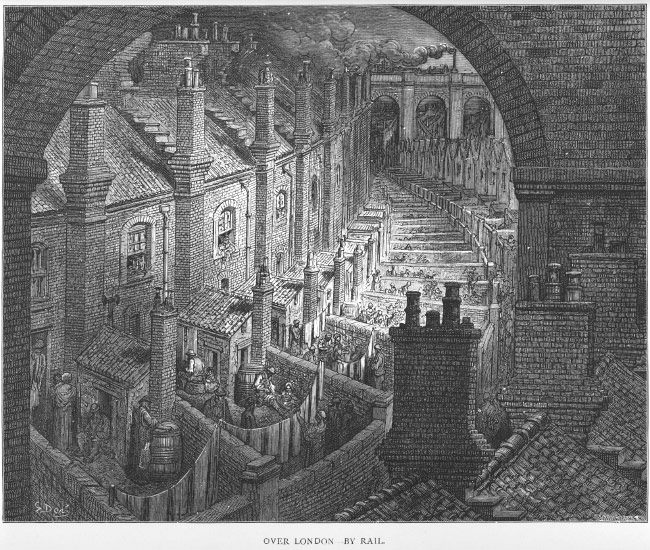
Arbeiterviertel mit geordneter Bauweise in London, 1870

Später etablierten sich auch geordnete Bauweisen, die durch lange gerade Gassen und Sackgassen geprägt sowie in viereckige Höfe aufgeteilt waren. Jedoch beschreibt Engels, dass anstelle der Häuser, die ohne Plan die Struktur bestimmen, nun die kleinen Gassen und Höfe das Bild prägen. Diese seien ebenso planlos und verwirrend angelegt und enden nicht selten in Sackgassen. Auch diese Bauart erschwert die Ventilation in den Straßen.
Als zweite Art der Strukturierung führt Engels spätere Bemühungen an, die Arbeiterviertel planmäßiger zu gestalten. Man versuchte, den Raum zwischen den Straßen regelmäßiger zu unterteilen, indem man ihn in rechteckige Räume unterteilte. Die Häuser bilden somit zusätzlich Höfe und beschließen diese, wo sie sich an der Rückseite tangieren. Doch kritisiert Engels auch diese Art der Planung. Die Höfe der Häuser weisen keinen direkten Zugang zur Straße auf, was die Arbeiter in ihre Höfe „einsperrt“ und wiederum den Luftfluss behindere.
Als dritten Bautypus beschreibt Engels die dreigliedrige Bauweise, wo das Prinzip der Mietdifferenzierung angewandt wird. Dabei bilden Wohnungen mit kleinem Hinterhof pro Mieteinheit die erste Baureihe mit entsprechend höherem Mietertrag für den Verwalter. Hinter den Höfen ist eine sogenannte „Hintergasse“ angelegt, die nur eine Verbindung zur Straße vorweist und somit ausschließlich als Zugang zu den Häusern mit den geringsten Mieten dient (Mittelreihe). An deren rückwärtige Front grenzt die dritte Reihe, die zur entgegengesetzten Seite der Straße gerichtet ist und deren Mietpreise zwar höher als die der zweiten, jedoch geringer als die der ersten Reihe liegen.
Vor allem die Lebensumstände der Bewohner der Mittelreihe stimmen Engels nachdenklich. Die Gassen weisen die gleiche Verschmutzung und schlechte Ventilation auf wie die ursprünglich planlose Bauweise. Er sieht jedoch am Prinzip der Mietdifferenzierung ein gesteigertes Interesse auf Seiten der Verwalter, da sie hohe Mieten für die erste Reihe erzielen können. Dieses System sei dementsprechend das am häufigsten vertretene in den Arbeiterbezirken der großen Industriestädte.

„[…] so müssen wir sagen, daß dreihundertfünfzigtausend Arbeiter von Manchester und seinen Vorstädten fast alle in schlechten, feuchten und schmutzigen Cottages wohnen, daß die Straßen, die sie einnehmen, meist in dem schlechtesten und unreinsten Zustande sich befinden […], bloß mit Rücksicht auf den dem Erbauer zufließenden Gewinn angelegt worden sind […]“

#### Segregation
Durch das dargestellte Verhältnis des Proletariats zur Bourgeoisie offenbart sich für Engels im Zuge der Industrialisierung eine neue Qualität der Segregation. Bereits in der vorindustriellen Stadt war die Trennung nach sozialem Stand und Handwerksberufen die Regel. Die Besitzlosen wohnten jeweils im Haus ihrer Herrschaft, wo sie dem sozialen Stand des Familienoberhauptes angehörten; der Haushalt selbst umfasste ein breites soziales Spektrum. Erst mit Einsetzen der Industrialisierung entstanden deutliche Muster räumlicher Segregation: Während das Bürgertum auf Distanz zur dicht bewohnten, verkehrsreichen und lauten Stadt ging, bildeten sich in Fabriknähe die Arbeiterviertel für das Proletariat. Die sozialen Folgen zeichnet Engels in düsteren Beschreibungen und beschreibt das Auftreten von Nachbarschaftseffekten (soziale Segregation): Die Arbeiter könnten unter diesen Umständen kein ordentliches Leben führen; vielmehr bilde sich ein Lumpenproletariat, das die Bewohner bei fehlender Moral gleichsam nach unten ziehe. Dies wirke sich insbesondere auf die Kinder aus, die keinerlei Chance auf Bildung und sozialen Aufstieg hätten, sodass ein Teufelskreis ewiger Armut entsteht.
Neben dem Effekt der Verbreitung von Krankheiten sah Engels die Viertel als Brutstätte der Revolution. In den Arbeitervierteln könne die Propaganda der Arbeiterbewegungen und Parteien direkt kommuniziert werden und treffe gleichzeitig auf den Nährboden der Unterdrückung und Verelendung. Das Bürgertum verschließe im Angesicht dessen die Augen. So sei es möglich, durch Manchester zu wandeln, ohne dabei dem Elend der Arbeiterviertel zu begegnen, weil das Proletariat bewusst von der Mittelklasse getrennt werde. Im Zentrum der Stadt befinde sich das spärlich bewohnte kommerzielle Viertel, das von Arbeitervierteln umgeben sei. Jenseits der Arbeiterviertel lägen die Wohngegenden der mittleren und höheren Bourgeoisie, die durch Hauptstraßen, die sternförmig aus der Stadt herausführten, verbunden seien. Das erlaube der Bourgeoisie, das Zentrum der Stadt zu erreichen, ohne sich mit dem Anblick der Verwahrlosung zu belasten.

„Oft freilich wohnt die Armut in versteckten Gäßchen dicht neben den Palästen der Reichen; aber im allgemeinen hat man ihr ein apartes Gebiet angewiesen, wo sie, aus den Augen der glücklicheren Klassen verbannt, sich mit sich selbst durchschlagen mag, so gut es geht.“

### Lebensverhältnisse
Die unattraktive Wohnsituation in den Arbeitervierteln bedeutete für das Proletariat zugleich einen herben Einschnitt in der allgemeinen Lebensqualität, die nach heutigen Maßstäben mit den Verhältnissen in Ländern der Dritten Welt zu vergleichen ist. Die Situation in den Arbeitervierteln sei mitverantwortlich für katastrophale Gesundheits- und Hygienezustände. Verbunden mit der mangelhaften Versorgung von Kleidung und Nahrung und der aus Wohnungsmangel resultierenden Überbelegung von Wohnraum avancierten die Viertel zu pauperistischen Elendsvierteln. Für Engels stellt sich die Arbeiterklasse der großen Städte in abgestuften Lebenslagen dar. Im günstigsten Fall führe der Arbeiter eine „temporär erträgliche Existenz“, im schlimmsten drohe bitteres Elend „bis zur Obdachlosigkeit und dem Hungertode […] der Durchschnitt liegt aber dem schlimmsten Falle weit näher als dem besten.“ Engels sieht die Massenarmut als konsequente Folge der Industrialisierung. Tatsächlich wurden arme Bevölkerungsschichten von der Industrialisierung auch angezogen.
Die sozialen Missstände der Arbeiterviertel sollten erst mit Aufwerfen der Sozialen Frage Ende des 18. Jahrhunderts kritisch betrachtet werden. Während die Soziale Frage bereits zu Beginn der Industriellen Revolution durch die wachsende Bevölkerung, den Niedergang der alten Gewerbe und das Aufkommen der Fabrikindustrie gestellt wurde, sind es nun die Existenznot der Arbeiter und der ausufernde Pauperismus, die einer Lösung bedürfen. Bedingt durch die Arbeitsbedingungen, Frauen- und Kinderarbeit und insbesondere die Wohnsituation stellte sich die Frage nach der Verteilungsgerechtigkeit von Wohlstand während der Industriellen Revolution immer wieder neu. Kritisiert wurden insbesondere die Auflösung sozialer Netze, die schlechten Arbeitsbedingungen, die ungenügende Wohnungssituation, die unzureichende gesellschaftliche Integration der Arbeiter, die Missachtung der bürgerlichen Öffentlichkeit sowie die Verelendung. Zwar gab es neben Engels Impulse aus der Wissenschaft, in denen die Situation der Gesellschaft anhand von Fakten und Tatsachenberichten fundiert dargestellt wurden. Ein konkreter Fragesteller ist jedoch nicht auszumachen. Statt der Frage nach dem „Wer?“ muss eher nach dem „Woher?“ und „Warum?“ gefragt werden; die Antworten darauf werden im Folgenden dargestellt. Engels machte die soziale Frage später zur Wohnungsfrage, indem er die Ursache für die schlechten Lebensbedingungen der Arbeiter vor allem am schlechten Zustand der Wohnungen und Arbeiterviertel festmacht.

#### Wohnverhältnisse

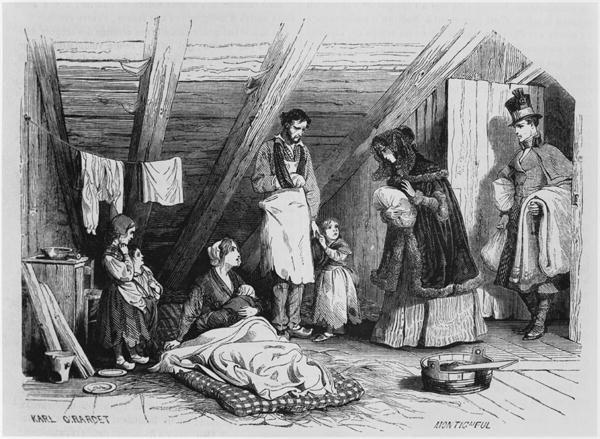
Karl Girardet: Visiting the poor, Paris, 1844

Die Verhältnisse in den Wohnungen der Armenviertel beschreibt Engels beispielhaft anhand von Polizeiberichten und amtlichen Mitteilungen, den äußeren Umständen entsprechend. Die häusliche Einrichtung sei meist auf das Spärlichste beschränkt, zum Teil weil Möbel und Gegenstände für Geld entäußert werden müssten; selbst der Besitz eines Bettes oder Tisches sei die Ausnahme. Der Arbeiter selbst besitze so gut wie kein Eigentum. In den meisten Fällen sind die Wohnungen durch den Wohnungsmangel akut überbelegt. Für Dublin zitiert Engels einen Bericht der Inspektoren des Arbeitshauses, wonach im Jahr 1817 in der Barrack Street in 52 Häusern mit 390 Zimmern 1.318 Personen und in der Church Street und Umgebung in 71 Häusern mit 393 Zimmern 1.997 Menschen wohnten. Daraus resultiert eine Belegung von drei bis fünf Personen pro Zimmer, also etwa eine Familie pro Zimmer. Angesichts der deutlich höheren Belegungen etwa in Glasgow erscheint dies fast human. Für Liverpool benennt Engels die durch den Wohnungsmangel verbreiteten Kellerwohnungen, von denen es allein in Liverpool 7.862 Stück gab. In den „engen, dunklen, feuchten und schlecht ventilierten Kellern“ wohnen etwa 45.000 Menschen. Gängig war auch die Vermietung von Hinterzimmern und -kammern. Denjenigen, denen keine feste Unterkunft gegeben war, blieb nur die Unterkunft in einem der Logierhäuser (engl. lodging-houses), die ebenfalls überbelegt waren.

„[…] In den niedrigeren Logierhäusern schlafen zehn, zwölf, ja zuweilen zwanzig Personen von beiden Geschlechtern und jedem Alter in verschiedenen Abstufungen der Nacktheit auf dem Fußboden durcheinander. Diese Wohnstätten sind gewöhnlich […] so schmutzig, feucht und verfallen, dass kein Mensch sein Pferd darin unterbringen möchte.“

Die beengte Wohnsituation erschwere gleichzeitig das soziale Zusammenleben. Familienzerrüttungen, häusliche Zwiste und die allgemeine Wohn- und Lebenssituation wirkten auf Eheleute und Kinder „im höchsten Grade demoralisierend“. Engels bezichtigt Eltern der Vernachlässigung der häuslichen Pflichten und der Kinder, zum einen wegen der Dominanz des Arbeitsalltags, zum anderen durch die genannte Demoralisierung. Kinder, denen in Anbetracht fehlender Rückzugsmöglichkeiten jeglicher Spielraum für persönliche Entfaltung fehle und denen keinerlei Moral vermittelt werde, könnten im Erwachsenenalter erst recht nicht moralisch sein, wie es vom Bourgeois vorausgesetzt werde.
Engels schlussfolgert aus den beispielhaften Beobachtungen nicht auf die Gesamtheit der Arbeiter, räumt jedoch ein, dass „Tausende von fleißigen und braven Familien, viel braver, viel ehrenwerter als sämtliche Reiche von London, in dieser eines Menschen unwürdigen Lage sich befinden“.

#### Ernährung und Kleidung

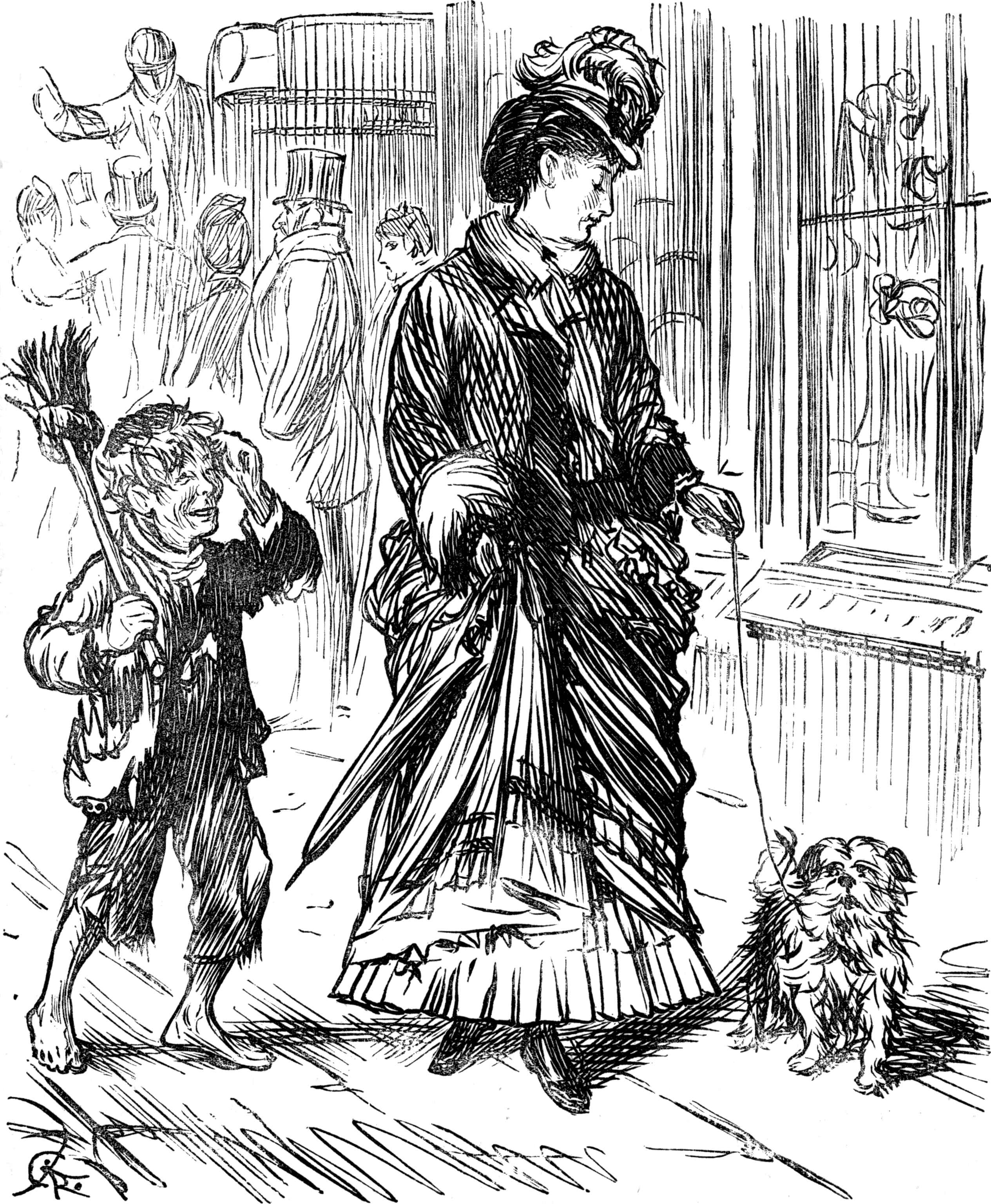
Bekleidung von Proletariat und Bourgeoisie. Zeichnung aus dem englischen Magazin Punch, 1870

Mitverantwortlich für die verheerende Situation ist der Mangel an Kleidung und Nahrung, die wiederum der proletarischen Geldknappheit geschuldet ist. Engels beschreibt die Kleidung der Arbeiter als „in sehr schlechtem Zustande“. Sie sei von billiger Baumwolle geprägt, deren Beschaffenheit Engels im feuchten englischen Klima als ungeeignet empfindet. Die lumpenartigen, zerschlissenen Kleider loszuwerden, bedeute für die Arbeiter, minderwertige Neuware einkaufen zu müssen, die „‚nur aufs Verkaufen, nicht aufs Tragen gemacht ist‘ und nach vierzehn Tagen reißt oder fadenscheinig wird“. Oftmals bleibe den Arbeitern nichts weiter übrig, als Kleidungsstücke wieder und wieder zu flicken, „die oft gar nicht mehr flickfähig sind oder bei denen man vor lauter Flicken die ursprüngliche Farbe gar nicht mehr erkennt“. Auf Schuhwerk müsse weitgehend ganz verzichtet werden.
Wie bei der Kleidung müsse die arbeitende Bevölkerung auch bei der Nahrung mit dem vorliebnehmen, „was der besitzenden Klasse zu schlecht ist“. Obwohl in den großen Städten das Beste zur Genüge vorhanden sei, bleibe es für den Arbeiter unerschwinglich. Die Lohnauszahlung der Arbeiter erfolge zudem meist erst Sonnabendabend, wenn die Märkte bereits von der Mittelklasse leer gekauft worden seien. Selbst Grundnahrungsmittel wie Kartoffeln, Gemüse, Käse und Fleisch schätzt Engels als „alt […] und schon halb faul“ ein. Den Arbeitern blieben meist nur die Waren, die bis Samstag um Mitternacht zu Spottpreisen verkauft würden, da sie bis zum darauffolgenden Montag schlecht seien. „Was aber um zehn Uhr noch liegengeblieben ist, davon sind neun Zehntel am Sonntagmorgen nicht mehr genießbar und gerade diese Waren bilden den Sonntagstisch der ärmsten Klasse.“ Besonders die Versorgung mit sensiblen Fleischwaren erweise sich als überaus problematisch; Engels beschreibt anhand von Zeitungsberichten den profitorientierten Handel mit Gammelfleisch. Er berichtet außerdem von Warenfälschungen, etwa durch Zitat eines Berichts im Liverpool Mercury, einer Zeitung der Mittelklasse. Demnach müssten die Arbeiter im Angesicht der Lebensmittelknappheit mit „gesalzener Butter [rechnen, die] für frische verkauft“ werde. Zucker werde mit gestoßenem Reis und Abfällen der Seifensiedereien vermengt. Gemahlener Kaffee und Kakao werde mit feiner brauner Erde vermischt, Teeblätter mit Schlehenblättern und Pfeffer mit Staub von Hülsen. Portwein werde hauptsächlich aus Farbstoffen und Alkohol „geradezu fabriziert“.

#### Arbeitsverhältnisse

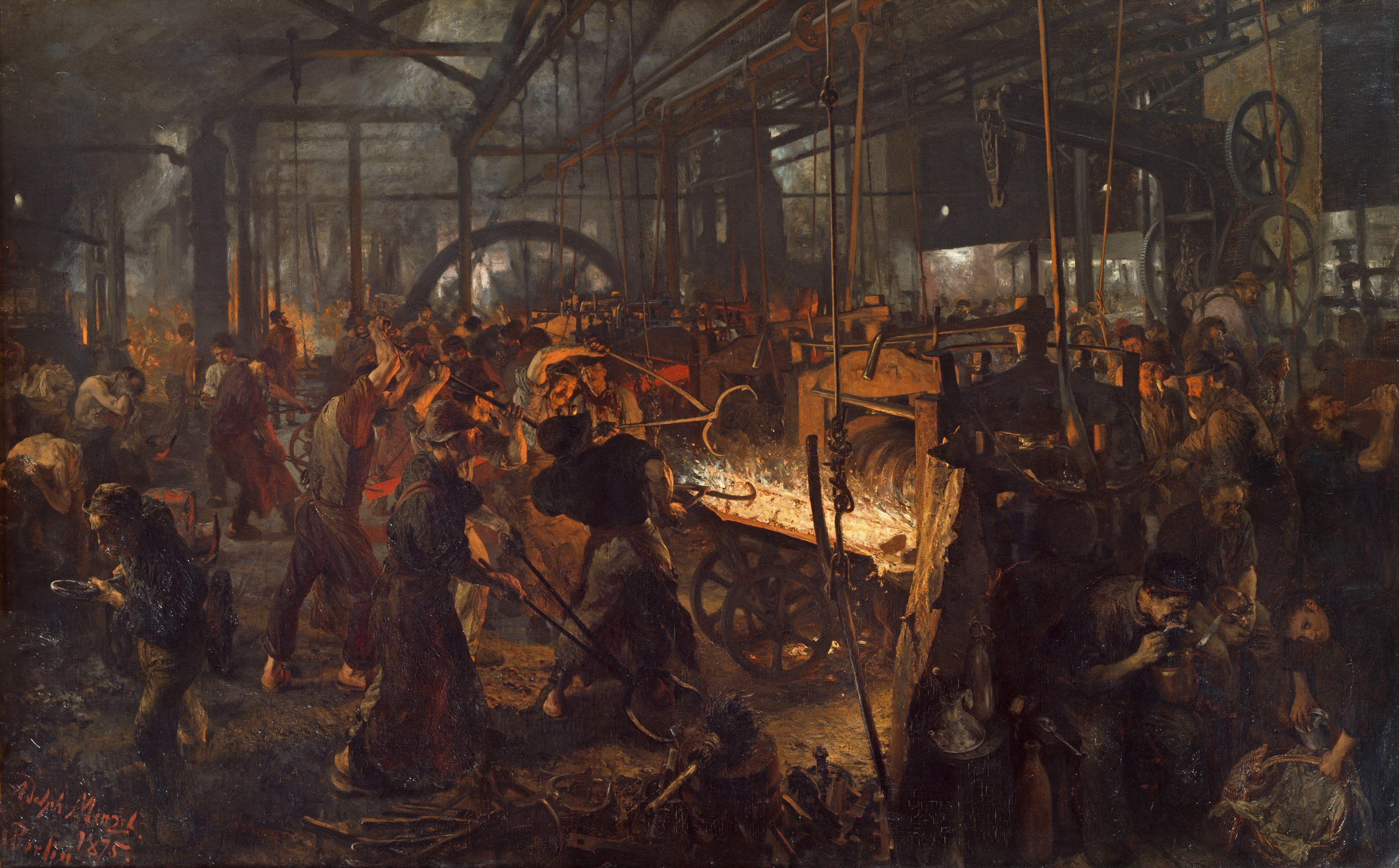
Adolph von Menzel: Eisenwalzwerk (Moderne Cyklopen), 1872–1875.

In den Fabriken, wo die Menschen tagein tagaus ihr Dasein fristen, ergehe es den Arbeitern nicht besser. Sie müssten auf unterstem Lohnniveau arbeiten, da es durch die massive Landflucht ein Überangebot an Arbeitskraft gebe. Dazu kämen unverhältnismäßig lange Arbeitszeiten von bis zu 16 Stunden in Schicht- und teilweise auch in Nachtarbeit, selbst der Sonntag sei nicht für alle ein freier Tag. Engels benennt die Situation wie folgt: „Die Sklaverei, in der die Bourgeoisie das Proletariat gefesselt hält, kommt nirgends deutlicher ans Tageslicht als im Fabriksystem. Hier hört alle Freiheit rechtlich und faktisch auf.“
Die Arbeit in den Fabriken wird von den Arbeitern zwar als „leicht“ empfunden, sie sei aber laut Engels „eben wegen ihrer Leichtigkeit erschlaffender als irgendeine andere“. Das andauernde Stehen bedeute eine Erschlaffung „aller Körperkräfte und [bringt] in deren Gefolge allerlei andere weniger lokale als generelle Übel hervor“. Da die Arbeiter aus Existenzgründen gezwungen seien, jedwede Arbeit anzunehmen, könne es sich der Bourgeois leisten, jedwede Arbeitsbedingungen in Bezug auf die Gesundheit zu stellen mit entsprechenden Folgen. Engels beschreibt den Arbeitsalltag als despotisch: Die Arbeiter müssten sich genau an die willkürlich aufgestellten Fabrikregeln halten und bei Nichteinhalten mit schärfsten Sanktionen rechnen. Da auch die Frauen Vollzeit in den Fabriken tätig waren, stellt Engels die Frage, „was soll da aus den Kindern werden?“ Engels sieht eine Auflösung der Familie und die Kinder „wachsen wild auf wie Unkraut“. Die Bourgeoisie wisse die Antwort und schicke die pubertierenden Kinder ebenfalls in die Fabriken. Mit ihren geschickten Händen offenbarten sie Fertigkeiten, die der gewöhnliche Arbeiter nicht bieten könne. Teilweise würden ganze Kinderscharen aus den Armenhäusern als „Lehrlinge“ über Jahre hinweg vermietet. Die Kinder stünden besonders unter dem Diktat der Aufseher, Engels spricht von Misshandlungen.

#### Gesundheitliche Verfassung

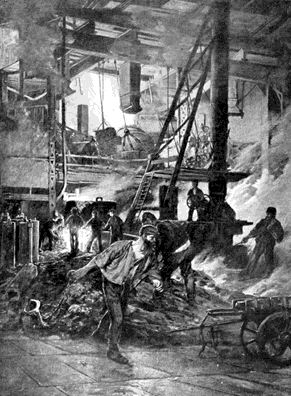
Arbeiter mit Haltungsschäden in einem Stahlwerk

Die schweren körperlichen Tätigkeiten in den Fabriken gingen einher mit gesundheitlichen Langzeitschäden. Der menschliche Körper resignierte unter der physischen und psychischen Belastung im Metallwerk oder der Textilfabrik: Die „dauernde aufrechte Stellung, dieser fortwährende mechanische Druck des Oberkörpers auf Rückgrat, Hüften und Beine bringt ganz notwendig die erwähnten Folgen hervor.“ Berichte der Kommission offenbaren eine ganze Reihe von Beschwerden, so etwa „[…] geschwollene Knöchel, varikose Adern oder große, hartnäckige Geschwüre an den Schenkeln und Waden“. Engels kritisiert außerdem die Luft in den Fabriken: „[…] feucht und warm, meist wärmer als nötig ist, und bei nicht sehr guter Ventilation sehr unrein, dumpfig und von geringem Sauerstoffgehalt, angefüllt mit Staub und dem Dunst des Maschinenöls.“ Die regelmäßigen Temperaturwechsel etwa nach Feierabend und mangelnde Möglichkeiten sich umzukleiden täten ihr Übriges. Für Frauen zeichnet Engels ein noch schlimmeres Bild, die „Verbildungen […] werden beim Weibe noch viel ernsthafter“. Verformte Becken, „teils durch unrichtige Lage und Entwicklung der Beckenknochen selbst, teils durch Verkrümmung des unteren Teils der Wirbelsäule“ sind gängig und führen zum Beispiel dazu, dass Fabrikarbeiterinnen schwerer gebären als andere Frauen.
Aus den dargestellten Lebensverhältnissen ergibt sich zwangsläufig eine hohe gesundheitliche Belastung für die arbeitende Bevölkerung, und damit verbunden eine geringe Lebenserwartung. Engels sieht die mangelhafte Luftzirkulation in den Vierteln und die Tatsache, dass „drittehalb Millionen Lungen und drittehalb hunderttausend Feuer, auf drei bis vier geographischen Quadratmeilen zusammengedrängt, eine ungeheure Menge Sauerstoff verbrauchen“ als Ursache für „körperliche und geistige Erschlaffung und Niederhaltung der Lebenskraft“ durch Sauerstoffmangel. Allerdings ist diese Aussage kritisch zu betrachten: Zwar mag das Atmen der Stadtbevölkerung seinen Teil beigetragen haben. Das Unwohl der Menschen resultierte aber wohl aus der allgemein schlechten Luft. Engels zieht den Vergleich zur Landbevölkerung, die in einer „freien, normalen Atmosphäre“ und somit gesünder leben als die Stadtbevölkerung.
Das Fehlen von Wasser sei weiterhin mitverantwortlich für die gesundheitliche Verfassung der Arbeiter. Röhren würden nur gegen Bezahlung verlegt und „die Flüsse so verunreinigt, daß sie zu Reinlichkeitszwecken nicht mehr taugen“. Indem bereits beim Bau der Viertel zum Großteil bewusst auf Toiletten und Abfallbehälter verzichtet wird, sind die Arbeiter gezwungen, „allen Abfall und Kehricht, alles schmutzige Wasser, ja oft allen ekelhaften Unrat und Dünger auf die Straße zu schütten“. Der gesundheitliche Zustand der Arbeiter ist für Engels Resultat einer Vielzahl von Faktoren, die alle von der Unterdrückung des Proletariats ausgehen.

„Man gibt ihnen feuchte Wohnungen, Kellerlöcher, die von unten, oder Dachkammern, die von oben nicht wasserdicht sind. Man baut ihre Häuser so, daß die dumpfige Luft nicht abziehen kann. Man gibt ihnen schlechte, zerlumpte oder zerlumpende Kleider und schlechte, verfälschte und schwerverdauliche Nahrungsmittel. Man setzt sie den aufregendsten Stimmungswechseln […] aus – man hetzt sie ab wie das Wild und läßt sie nicht zur Ruhe und zum ruhigen Lebensgenuß kommen. Man entzieht ihnen alle Genüsse außer dem Geschlechtsgenuß und dem Trunk, arbeitet sie dagegen täglich bis zur gänzlichen Abspannung aller geistigen und physischen Kräfte ab.“

Es sei ganz folgerichtig, dass die Zustände zu weitreichenden Krankheiten und Epidemien führen müssen. Engels berichtet, dass die Arbeiter häufig von Lungenkrankheiten betroffen seien, die vor allem aus den widrigen Luftverhältnissen in den Vierteln resultierten. Er bemerkt, morgens auffällig vielen „schwindsüchtig aussehenden Leuten“ zu begegnen. Neben der Tuberkulose, anderen Lungenkrankheiten und dem Scharlachfieber sei Typhus weit verbreitet, was „die fürchterlichsten Verwüstungen unter den Arbeitern anrichtet“. Die Krankheit schwillt regelmäßig zu Epidemien heran; 1842 wurde in Schottland ein Sechstel der gesamten Arbeiterschaft befallen. Engels führt die Anfälligkeit der Arbeiter für die Krankheit unter anderem auf die mangelhafte medizinische Versorgung der ärmeren Bevölkerung zurück. Der Mangel an vollwertigen Lebensmitteln führte bei zahlreichen Menschen zu Verkrüppelungen. Fehlende Vitamine, Nährstoffe und Mineralien führten laut einem Bericht der Kommission zur Verkrümmung des Rückgrats und der Beine. Besonders Kinder im Alter von 8 bis 14 Jahren würden vermehrt an Rachitis erkranken, obwohl Kinder in diesem Alter „gewöhnlich nicht mehr der Rachitis unterworfen sind“.

### Arbeiterbewegungen

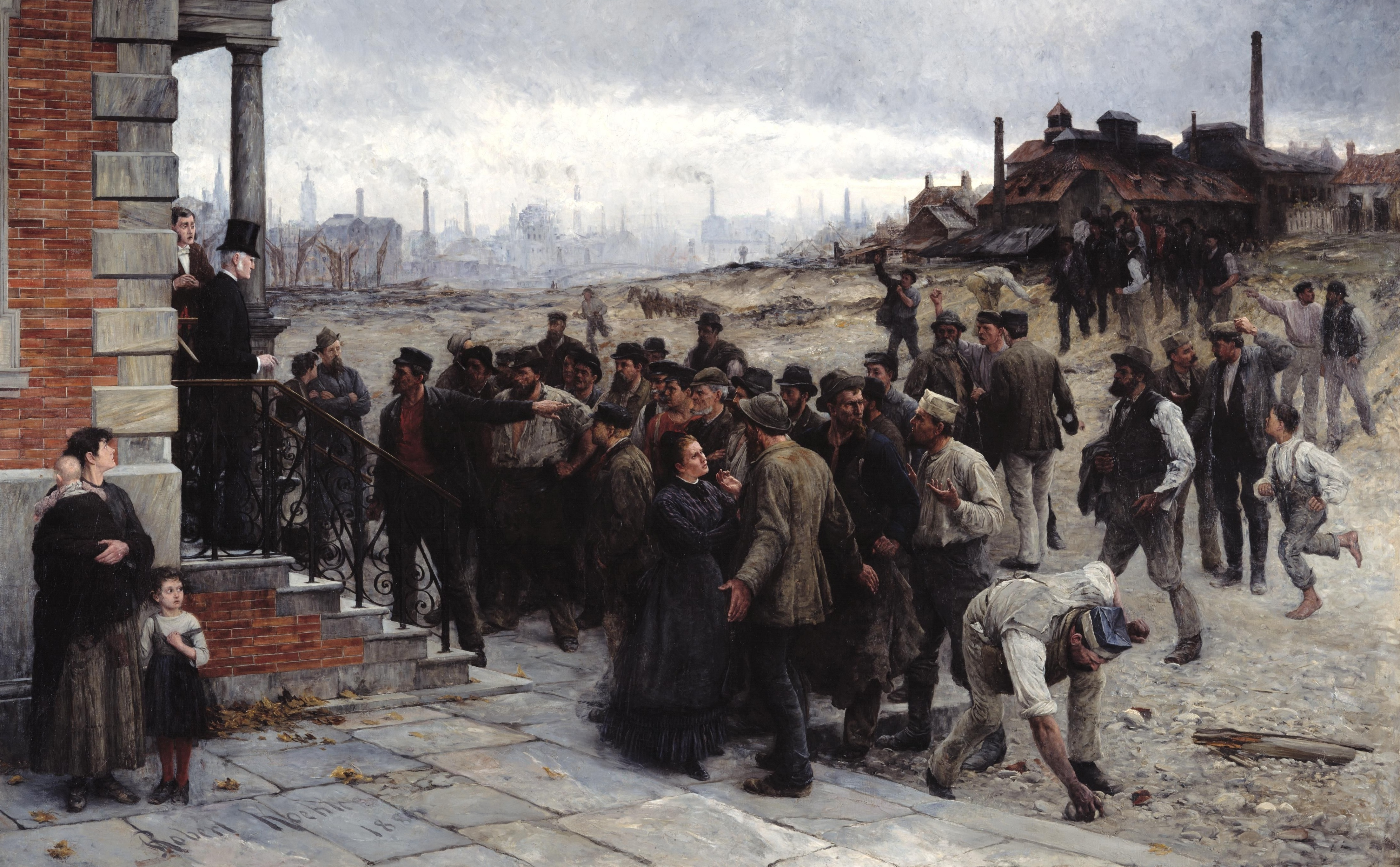
Robert Koehler: Der Streik (in Charleroi 1886)

Für Engels ist die logische Konsequenz der dargelegten Verhältnisse ein Aufbegehren der arbeitenden Klasse. Er spricht vom „offenen sozialen Krieg“, den er als eine Reaktion der Arbeiter auf die Ausbeutung von Seiten der herrschenden Klasse sieht.

„Die Arbeiter müssen sich also bestreben, aus dieser verlierenden Lage herauszukommen, […] und dies können sie nicht tun, ohne gegen das Interesse der Bourgeoisie […] anzukämpfen; die Bourgeoisie aber verteidigt ihr Interesse mit allen Kräften, die sie durch den Besitz und die ihr zu Gebote stehende Staatsmacht aufzuwenden imstande ist. Sowie der Arbeiter sich aus der jetzigen Lage der Dinge herausarbeiten will, wird der Bourgeois sein erklärter Feind.“

Die Entstehung von Arbeiterbewegungen datiert Engels kurz nach Beginn der Industriellen Revolution. Diese teilt er wiederum in drei Phasen ein. Zunächst nennt er das „Verbrechen“, den individuellen Protest mittels Diebstahls. Diesen bezeichnet Engels als „roh“ sowie „unfruchtbar“ und zu keiner Zeit als den „allgemeinen Ausdruck für die öffentliche Meinung der Arbeiter“. Die ersten ernst zu nehmenden oppositionellen Angriffe auf die Bourgeoisie bestehen laut Engels in den Anfängen der gewaltsamen Proteste und Sabotagen, der Maschinenstürmerei, die sich gegen das richten, was die „Unterdrückung“ erst ermöglichte, die Maschinen und Fabriken. Jedoch beschreibt Engels diese Proteste nur als vereinzelt und zu lokal, aber vor allem als zu beschränkt, da sie sich ausschließlich gegen „eine einzige Seite der jetzigen Verhältnisse“ richtete.
Als klare Konsequenz führt Engels eine nachhaltigere Form der Opposition ins Feld, die prägend für die dritte Phase der Arbeiterbewegungen werden sollte. Dazu half ein Gesetz, das 1824 verabschiedet wurde und dem Arbeiter das „Recht der freien Assoziation“, also das Versammlungsrecht ermöglichte. Das begünstigte die Ausweitung und Weiterentwicklung der bereits bestehenden Verbindungen, die bis dahin nur im Geheimen agieren und sich somit nicht ausreichend entwickeln konnten. In jeglichen Arbeitszweigen entstanden solche Vereinigungen, die sogenannten trade unions. Diese hatten vor allem die Regulierung der Löhne und die Interessen der Arbeiter zum Ziel. Zu deren Einforderung erwies sich die Macht des Streiks als einzige Waffe. So nennt Engels die gemeinsame Opposition gegen willkürliche Lohnkürzungen des Fabrikanten im Zuge des fordernden Wettbewerbs. Engels beschreibt die Geschichte des Aufbegehrens seitens der trade unions jedoch in erster Linie als „eine lange Reihe von Niederlagen“.

„Diese Strikes sind […] erst Vorpostenscharmützel, zuweilen auch bedeutendere Gefechte; sie entscheiden nichts, aber sie sind der sicherste Beweis, daß die entscheidende Schlacht zwischen Proletariat und Bourgeoisie herannaht.“

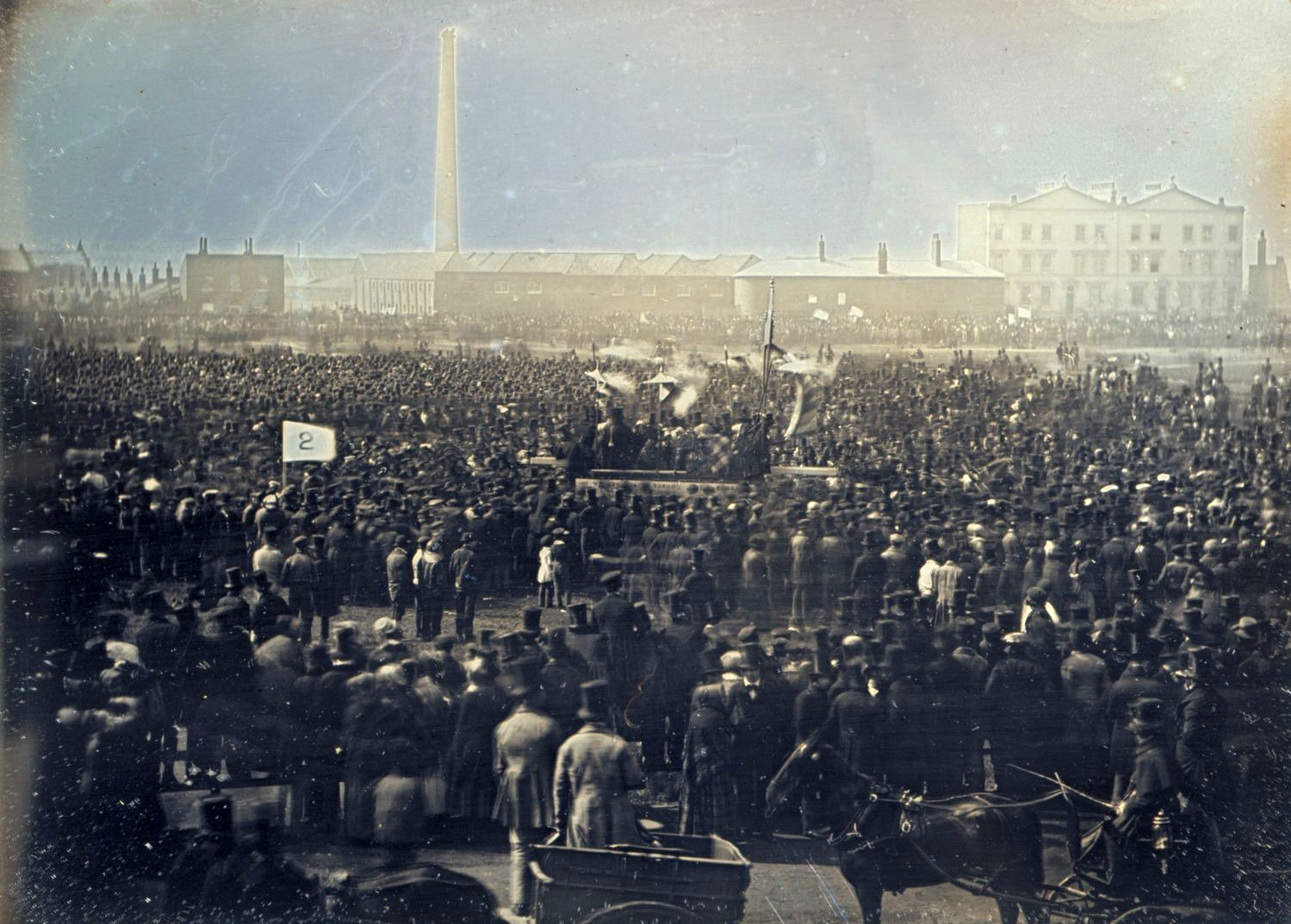
Kundgebung der Chartisten im Jahr 1848 in London

In den gewerkschaftlichen Ideen des Chartismus sieht Engels eine vielversprechende Weiterentwicklung bestehender Proteste und damit die Grundlage einer selbstständigen britischen Arbeiterbewegung, die allerdings ebenfalls hinter den Erfordernissen eines modernen Sozialismus zurückbleibe. Der Chartismus trat für die Volkscharta (engl. people’s charter) ein, also für das Gesetz des Proletariats. Er ist als Opposition zur Bourgeoisie zu verstehen und fordert die sechs zentralen Punkte der Volkscharta:

„1. Das allgemeine Stimmrecht für jeden mündigen Mann, der bei gesundem Verstande und keines Verbrechens überführt ist; 2. jährlich zu erneuernde Parlamente; 3. Diäten für die Parlamentsmitglieder, damit auch Unbemittelte eine Wahl annehmen können; 4. Wahlen durch Ballotage, um Bestechung und Einschüchterung durch die Bourgeoisie zu vermelden; 5. gleiche Wahldistrikte, um gleich billige Repräsentation zu sichern, und 6. Abschaffung der – ohnehin illusorischen – ausschließlichen Wählbarkeit derjenigen, die 300 Pfd. Sterling in Grundbesitz haben, so daß jeder Wähler auch wählbar ist.“

Die Wichtigkeit dieser sechs Forderungen stand für Engels außer Frage, so würden diese ausreichen, die Grundfeste der englischen Klassen zu erschüttern. Die Chartisten wollten sie um jeden Preis durchsetzen. Auch der soziale Aspekt der Bewegung des Chartismus, der sich in seinem Verständnis als vorwiegend politisch begreift, wird von Engels thematisiert. So ging es nicht ausschließlich um politische Mitbestimmung. Diese sollte vor allem als Mittel dienen, um den wahren Zweck, eine grundlegende Änderung der bestehenden Ordnung, hervorzurufen.
Die Startschwierigkeiten der Arbeiterbewegungen werden laut Engels durch allgemeine Probleme der neuen Industriegesellschaft ergänzt. So würde das Gesetz von Angebot und Nachfrage größere Veränderungen auf dem Arbeitsmarkt, wie beispielsweise Krisen, nicht abfangen können. Doch sind trotz alledem Streiks an der Tagesordnung, was Engels beweist, dass der soziale Krieg England bereits in erstaunlichem Maße erfasst hat. Dies ließe Größeres erwarten, namentlich die bereits formulierte soziale Frage, die unweigerlich zum sozialen Krieg führe.

## Rezeption und Nachwirkung

### Spätere Einschätzung Engels’
Im Vorwort der englischen Ausgabe von 1892 räumte Engels selbst ein, das Werk trage „den Stempel der Jugend im guten wie im schlechten“. Er bemerkte zudem, dass sich der „allgemein theoretische Standpunkt des Buches – in philosophischer, ökonomischer und politischer Beziehung – sich keineswegs genau deckt“ mit seinen Ansichten im Jahr 1892, also 47 Jahre nach der Veröffentlichung. Er betonte jedoch, dass der Text in späteren Ausgaben keinerlei Streichungen oder Änderungen erfahren habe, auch nicht in Bezug auf die laut Engels „nahe bevorstehende soziale Revolution in England“, eine Prognose, die er später revidiert hatte. Statt den Text an aktuelle Ereignisse anzupassen, verwies er für die Entwicklung nach 1844 auf den ersten Band des Marxschen Kapital „mit einer ausführlichen Darstellung der Lage der britischen Arbeiterklasse für die Zeit von etwa 1865, d. h. die Zeit, wo die britische industrielle Prosperität ihren Höhepunkt erreichte“. Er räumte gleichzeitig ein, „einige nicht ganz klare Stellen schärfer gefaßt“ zu haben. Engels stellte im selben Vorwort fest, dass einige Vorhersagen eingetroffen sind. Insbesondere jene, dass die Lage der englischen Industrie in naher Zukunft infolge kontinentaler und namentlich amerikanischer Konkurrenz geschwächt werden würde. Obwohl dieser Umstand etwas später zum Tragen kam, so ist er doch wie vorgesagt eingetroffen. Engels fühlte sich dadurch verpflichtet, das Buch mit dem damaligen Stand der Dinge in Einklang zu bringen: Im Vorwort wird ein Artikel zitiert, der in der Londoner Commonweal vom 1. März 1885 unter dem Titel England 1845 bis 1885 erschienen war.

### Inhaltliche und methodische Kritik
Spätere Kritiken störten sich vor allem an der Voreingenommenheit Engels: Er war nach England gekommen, um ein Land zu finden, das für die sozialistische Revolution bereit war – und fand es auch. Indem er sich direkt „An die arbeitenden Klassen Großbritanniens“ richtet, bezog er – „unverzeihlich für einen Soziologen“, wie Günter Wallraff bissig anmerkte – konkret Position. Jedoch wurde von anderen Engels’ leichtfertiger Umgang mit Prognosen kritisiert: Neben der falschen Prognose einer bevorstehenden Revolution wurden auch die Vorhersagen über einen wachsenden Abgrund zwischen arm und reich, sowie die Aussage über die Notwendigkeit der Kinderarbeit nicht erfüllt. Auch fachlich wurde Kritik laut, etwa an der romantisierenden Darstellung Engels’ des vorindustriellen Lebens der Heimarbeiter: Der Marburger Staatswissenschaftler Bruno Hildebrand kritisierte 1848, dass nicht das Vorhandensein, sondern gerade das Fehlen moderner Fabrikindustrie größte materielle Not bewirke.
Zudem wurde Engels vorgehalten, dass er „bis über die Ohren in englischen Zeitungen und Büchern vergraben“ war und auf diese Weise über die Lage der englischen Proletarier berichtete. Dies sei keine Feldforschung im eigentlichen Sinn: Das Wesentliche würde „aus einer verhältnismäßig kleinen Dokumentation abgeleitet“ und es würde dem Leser nicht klargemacht, inwiefern das Dargestellte auf eigenen Beobachtungen beruhte. Außerdem versah Engels veraltete Angaben nicht mit Daten zur zeitlichen Einordnung, und wo Informationen nur aus zweiter Hand zur Verfügung standen, würde teilweise der Eindruck erweckt, Engels berufe sich direkt auf Originalquellen. Engels selbst spricht von einer „Abkürzung oder Verzerrung des Originals“. Diese Ungenauigkeiten – auch in Bezug auf den Umgang mit statistischen Daten – begründen sich wohl in der Absicht Engels, die eher philosophischer denn empirischer Natur war. Tatsächlich existieren entgegen der Vorgabe des Textes zeitgenössische statistische Erhebungen und journalistische Interviews in Bezug auf die damaligen Umstände, die dem Thema unter wissenschaftlichem Aspekt eher gerecht werden. Jedoch wurde angemerkt, es wäre ein „Missverständnis, sie [die Schrift] als wissenschaftliche Monografie“ zu sehen. Stattdessen sei das Werk „eine Kritik dessen, was er [Engels] beschreibt, eine Anklage“. Hier schreibe „kein Wissenschaftler, der sein Untersuchungsobjekt kühl sezierte und analysierte, sondern der kommende homme révolté, der sein j’accuse! (ich klage an!) mit Überzeugungskraft seinem Publikum entgegenschleuderte“.

### „Kritik im Handgemenge“
Der zentrale Kritiktypus von Marx und Engels wurde vor allem von Marx in Das Kapital (1867) entwickelt und angewendet. Dessen Besonderheit besteht darin, aus Analyse, Darstellung und Kritik eine methodische Einheit zu formen. In Das Kapital verwendete Marx noch einen weiteren Kritiktypus, dessen Methodik sich in Die Lage der arbeitenden Klasse in England in Grundzügen wiederfindet. Engels erarbeitete dort den Grundstein für eine sogenannte Kritik im Handgemenge oder eine andere Kritik der politischen Ökonomie. Dieser zweite Typus findet sich im Kapital abseits der „analytischen Hauptlinien […] in den Nebenabschnitten und Exkursen, […] wo Marx […] illustrieren, vor allem aber den Effekt des Erschreckens, des Unverständnisses und des Unglaublichen erzeugen will“. Bei dieser Kritik im Handgemenge gehe es „nicht darum, ob der Gegner ein […] interessanter ist“, sondern „darum, ihn zu treffen“, indem eine „spezifische Methode der Zuspitzung“ mit „rhetorischem, performativem Charakter“ zum Einsatz komme. Ein zentraler Aspekt des Kritiktypus ist, dass Engels „die liberale Bourgeoisie aus ihrem eignen Munde“ schlagen will, weshalb er besonders auf bürgerliches Material zurückgreift, sei es in Form offizieller Berichte oder wissenschaftlicher Studien. Einerseits um Glaubwürdigkeit vor dem bürgerlichen Publikum zu erhalten, andererseits um der Bourgeoisie den Spiegel vorzuhalten.

### Plagiatsvorwürfe
Der Anarchist Pierre Ramus erhob 1906 den Vorwurf, dass Friedrich Engels ohne Kennzeichnung aus dem Buch „La misère des classes laborieuses en Angleterre et en France“ von Eugène Buret aus dem Jahre 1840 abgeschrieben habe, und belegte dies anhand verschiedener Zitate. Weitere Plagiate wurden in der englischen Neuübersetzung von W. O. Henderson und W. H. Chaloner dokumentiert, so beispielsweise eine Paraphrase über mehrere Seiten in der Einleitung, die ohne Angabe aus dem Buch von Peter Gaskell, „The Manufacturing Population in England“ von 1833, entnommen wurde.

## Ausgaben
- Die Lage der arbeitenden Klasse in England. Verlag Otto Wigand, Leipzig 1845. 2. Auflage Leipzig 1848.
- Die Lage der arbeitenden Klasse in England. Marx-Engels-Gesamtausgabe (MEGA) Abt. 1., Band 4. Marx-Engels-Institut. 1932/1970.
- Die Lage der arbeitenden Klasse in England. Marx-Engels-Werke (MEW) Band 2. Dietz, Berlin 1972. S. 225–506.
- Die Lage der arbeitenden Klasse in England. In: Marx-Engels-Gesamtausgabe (MEGA). I. Abteilung, Band 4. Karl Marx / Friedrich Engels: Werke, Artikel, Entwürfe. Ende August 1844 bis April 1846. Bearbeitet von Regina Roth und Christine Weckwerth. Herausgegeben von der Internationalen Marx-Engels-Stiftung (IMES), Amsterdam. De Gruyter Akademie Forschung, Berlin und Boston 2022. ISBN 978-3-11-068326-4.